# مرقیون
مرقیون یکی از نخستین متکلمین و فیلسوفان مسیحی است. او که از پدران کلیسا محسوب می‌شود نخستین کسی است که مجموعه ای را تحت عنوان کتاب مقدس مسیحیان ارائه داد. عقاید مرقیون دوگانه انگارانه بود و اصرار بر این موضوع موجب تکفیر وی از سوی کلیسا شد. مرقیون بنیانگذار‌ فرقه‌ای در عالم مسیحیت شد که به نام وی، مرقیونیه نام گرفت.

## زندگی
آنچه درباره زندگی مرقیون می دانیم بیشتر از زبان دشمنان او به ما رسیده. عده ای معتقدند که او اسقف زاده بوده است حال آنکه عده ای دیگر بر آنند که او رمه دار بوده. به هر حال آنچه واضح است این که مرقیون از دوران جوانی جذب آموزه‌های کلیسایی می‌شود و پس از مدتی در قاموس کشیشان به تبلیغ می پردازد.
در سال ۱۴۰ مرقیون به رم سفر می‌کند تا به تبلیغ عقاید و خوانش خود از مسیحیت بپردازد. در عرض چند سال مرقیون توانست جمعیت فراوانی را جذب عقاید خود کند. به سبب همین توفیق‌ها بود که مرقیون شروع به بنیان گذاردن فرقه اش کرد. جاذبه بیش از حد انتظار این عقاید و نیز وجود ریشه‌های عیان و بنیادین گنوسی در آراء مرقیون موجب مقابله کلیسا با او شد تا جایی که در سال ۱۴۴ کلیسا حکم تکفیر او را صادر کرد.
مرقیون پس از تکفیر به آسیای کوچک بازگشت و تا پایان عمر همان جا ماند و به گسترش فرقه‌اش پرداخت و در سال ۱۶۰ درگذشت. فرقه‌ای که مرقیون بنیان نهاد پس از مرگ او ادامه حیات داد و حتی تا سده پنجم نیز در سوریه دارای کلیسا بود.

## بنیان‌های اندیشه

### مسیحیت
مرقیون اعتقاد دارد که مسیح بر صلیب جان داده تا بشر نجات یابد. تأثیر الهیات مسیحی بر اندیشه مرقیون انکار ناپذیر است. مسیحیت نیز بسیار مدیون مرقیون است زیرا اندیشه مرقیون پایه ای گشت برای رسمیت یافتن مسیحیت به عنوان دینی مستقل و نه فقط شاخه ای از یهودیت.

### گنوسی‌گری
اولین سده‌های مسیحیت مصادف بود با رشد و شکوفایی آیین‌های گنوسی در جهان متمدن آن روزگار. آیین های گنوسی ریشه ای شرقی و اساساً ایرانی داشتند. این آیین ها مجموعاً دارای یک خصوصیت بارز مشترک بودند و آن ثنویت بود. آیین های گنوسی اصولاً نگاهی عرفانی-اخلاقی به جهان داشتند و عموماً بحث از حضور دوگانه خالق می کردند. یعنی معتقد بودند که خالق جهان یکی نیست بلکه دوتاست: خالق خیر و خالق شر. ورود این اندیشه به جهان غرب و تلفیق آن با اندیشه‌های فیثاغورث و افلاطون در دوران یونانی مآبی تأثیر عمیقی بر روند تطور اندیشه در قرون وسطی گذاشت.
یکی از مهمترین اندیشمندان گنوسی در عالم مسیحیت مرقیون بود. او بسیار تحت تأثیر اندیشه دوگانه گرایی قرار گرفت و همانطور که خواهیم دید دستگاه فلسفی خود را بر اساس وجود خدایگان خیر و شر استوار کرد. از این رو اندیشه مرقیون در فضایی میان عرفان و فلسفه شناور است.

## اندیشه
اصولاً" ساختار دستگاه اندیشه مرقیون بر مبنای الهیات استوار است و از این رو چندان نمی توان او را فیلسوف دانست. مرقیون بیش از آن که فیلسوف باشد متکلمی متأله است. مرقیون بیش از هر چیز در راستای اهمیت وجود و ظهور مسیحیت سخن می گوید و برای نشان دادن اهمیت این آیین دست به مخالفت‌های بنیادین با یهودیت می زند. این شیوه برخورد با یهودیت پیش از مرقیون دیده نمی‌شود.
مشهودترین جنبه اندیشه مرقیون ثنویت جهان شناختی وی است.

### تضاد دین یهود و مسیح
مرقیون با پی گرفتن رویکرد ثنوی خویش، مقابله پولس با اندیشه یهودی را تا به آنجا رساند که برای هر یک از این ادیان خدایی متفاوت را متصور شد. به نظر مرقیون دین یهود، تاریخ و خدایی متفاوت از خدا و تاریخ مسیحیت دارد. در حقیقت مرقیون به دو منبع و اصل جدا برای این دو دین قائل بود. از نظر این متکلم مسیحی منبع و بنیان یهودیت زمینی و پر از ستمگری است. او یهودیت را استوار بر شریعت و عدالت می دانست. از سوی دیگر از منظر مرقیون مسیحیت دارای منبعی آسمانی و از این رو سراسر نیکی و نیکویی است. مسیحیت از این منظر بر بنیان ایمان و خیر استوار است.

### خدای خیر و شر
بر اساس تفکیک دو دین یهود و مسیح مرقیون میان خدای این دو دین نیز فرق قائل می شود. بر این بنیان خدای یهودیت خدای سافل دانسته می‌شود که خدایی است شناخته شده و بس ستمکار؛ صانع و خالق جهان نیز همین خدای یهود است. از سوی دیگر خدای مسیحیت خدای خیر است؛ این خدا غریبه است و ناشناختنی و پدر عیسی مسیح است.
خدای مسیحیت ناشناخته است از این رو که در خلقت جهان دستی نداشته است و اول بار خود را با ظهور مسیح به جهان معرفی می کند. خدای متعالی نیکوست در حالی که خدای یهود، که خدای سافل است، فعلش عدالت است و در عدالت خود قصاوت و ستمگری دارد در نتیجه فعلش شر است. خدای متعالی خالق جهان نبوده و در نتیجه ارتباطی میان او و ما وجود ندارد. نقش این خدای متعال نقش منجی است و برای ما تنها نقش اخروی دارد.
تعالی خدای خیر (یا همان خدای مسیحیت) به حدی است که حتی خدای یهود نیز از وجود او اطلاعی ندارد. در نتیجه با وجود این که مرقیون تورات را به عنوان مبین حقیقت نفی نکرد، آن را به هیچ عنوان برای مسیحیان متن مقدس به حساب نیاورد.

### نجات
از نظر مرقیون منجی یهودیان (مشیاه) حتماً ظهور خواهد کرد؛ اما جامعه و سلطنت مسیح یهودیان زمینی است. در حالی که مسیح مسیحیان سلطنتی آسمانی خواهد داشت.
خدای خیر، با مشاهده رنج و حقارت آدمیان در این جهان، پسر خود را برای نجات انسان فرو فرستاد. مسیح، پسر خدای خیر، آدمیان را از جهان و خدای آن می رهاند تا فرزندان خدای خیر شوند و به ملکوت اعلی راه یابند. خداوند خیر این رحمت را بی هیچ چشم داشتی بر آدمیان فرو فرستاده است. از نظر مرقیون مسیح در این جهان متولد نشد و طفولیت نداشت. او ناگهان خود را بر ابنای بشر نشان داد.
مرقیون معقفد است خدای خیر انسان را از خدای سافل خرید و قیمت آن خون مسیح بود که بر صلیب ریخته شد. مرقیون عرفان محض را راه نجات نمی‌داند و معتقد است که رنجی که مسیح بر صلیب کشید واقعی بود. او بر ایمان به عنوان طریق نجات تأکید می ورزد. در عین حال مرقیون بر عدم ازدواج کردن اصرار می ورزد زیرا از نظر او اگر ما می خواهیم در راه نجات گام برداریم نباید موجب شویم که حیاتمان در جهان خدای سافل پاینده بماند.

## آثار
مرقیون دو اثر مهم دارد:
- متضادین(Antitheses): این اثر بیانگر تمام اندیشه ثنوی فیلسوف است. همه آن چه که در فوق آمد از متن این کتاب فهمیده شده.
- کتاب مقدس: اولین مجموعه متون مقدس برای مسیحیان را مرقیون گردآورد. این کتاب شامل برخی رساله‌های پولس و بخشی از انجیل لوقا بود. تورات در کتاب مقدس مرقیون جایی نداشت.